# سازهای کوبه‌ای

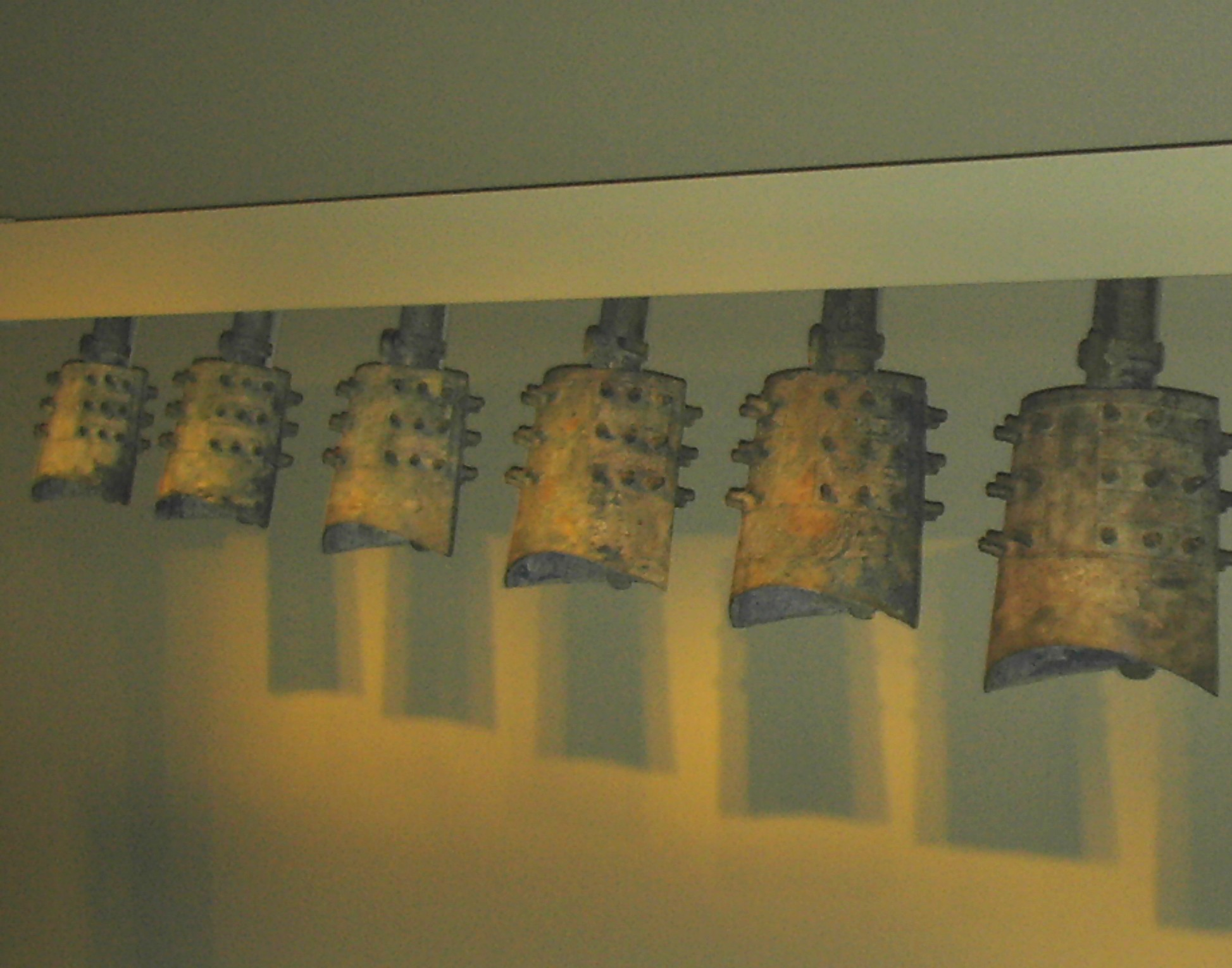
زنگ‌های باستانی در چین، نوعی ساز کوبه‌ای در سدهٔ ۶ پیش از میلاد

سازهای کوبه‌ای یا ساز کوبه یا پِرکاشِن به سازهایی گفته می‌شود که از طریق ضربه، تکان، سایش، خراش یا هر عمل دیگری که منجر به نوسان شود، تولید صدا کنند. وظیفهٔ اصلی سازهای کوبه‌ای معمولاً اجرای ضرب‌آهنگ (ریتم) در متن آهنگ است، ولی توانایی اجرای ملودی را هم دارند. تاریخچهٔ سازهای کوبه‌ای به هزاران سال پیش برمی‌گردد. این سازها احتمالاً پس از صدای انسانی قدیمی‌ترین نوع سازها هستند. سازهای کوبه‌ای را عموماً می‌توان به دو دستهٔ سازهای کوبه‌ای با کوک معیّن مثل زیلوفون و سازهای کوبه‌ای با کوک نامعین مثل انواع طبل تقسیم کرد.

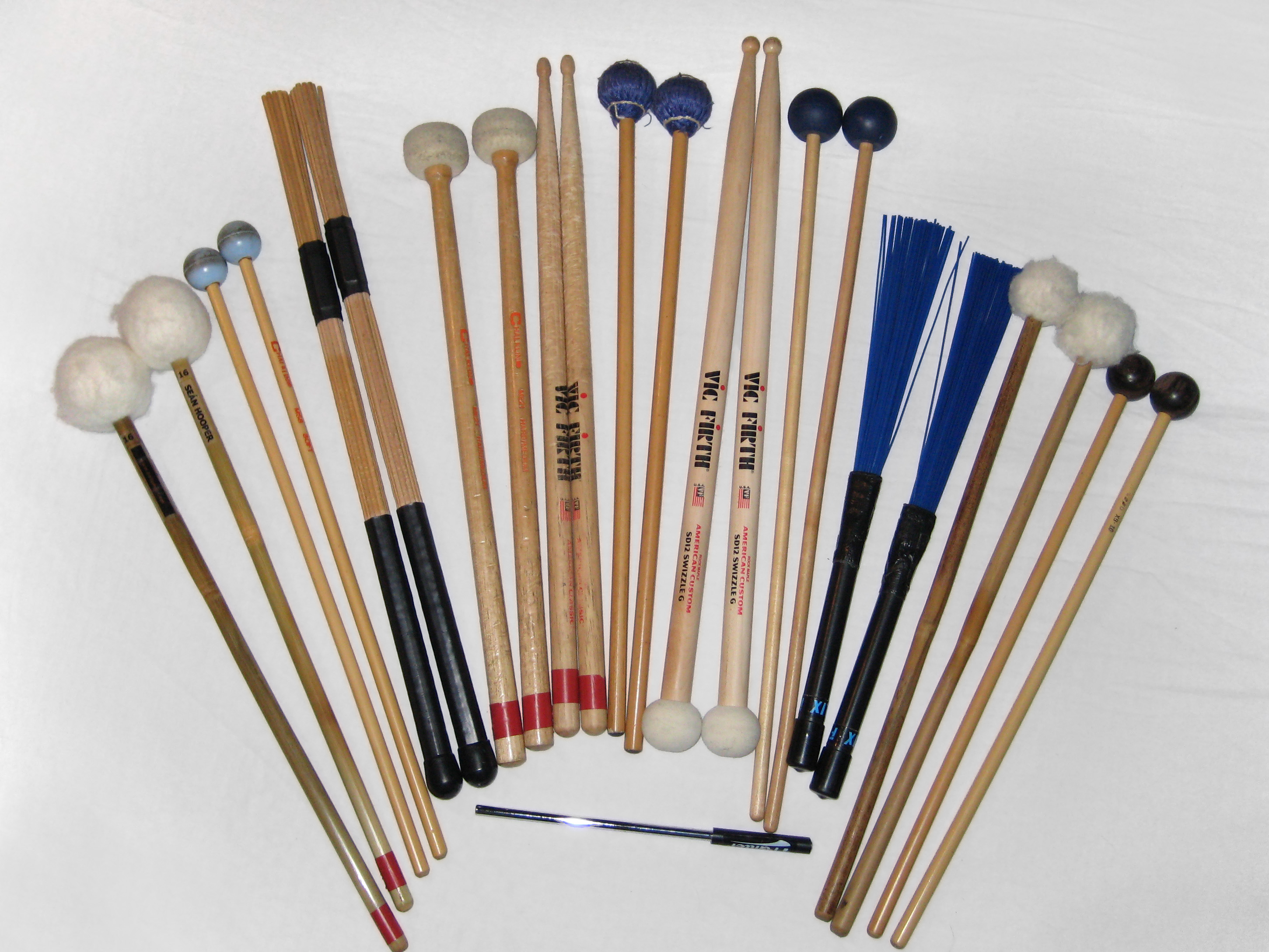
چوب‌ها و مضراب‌های سازهای کوبه‌ای

## انواع سازهای کوبه‌ای
- زنگ (زنگوله)
- بلز
- طبل بانگو
- تومبا
- طبله
- دهل
- تنبک (تمبک)
- تشمال
- دمام
- دف
- تمپو
- ناغارا
- دایره‌زنگی
- طبل
- سنج
- مثلث
- تیمبالس
- تیمپانی
- زیلوفون
- ماریمبا
- جمبه
- چِلِستا
- کنگا
- گلوکن‌اشپیل
- ویبرافون
- ماراکا
- قاشقک (کاستانِت)
- تام-تام
- گنگ
- درام
- کوزه
- آینه پیل
- شندف
- درای (جرس)
- پنداریک
- طاس (ساز)
- ضرب زورخانه
- هنگ (ساز)
- کاخون
- بندیر